# دیتر فرایزه
دیتر فرایزه (انگلیسی: Dieter Freise; ۱۸ فوریهٔ ۱۹۴۵ – ۵ آوریل ۲۰۱۸) بازیکن هاکی روی چمن اهل آلمان بود.
وی همچنین برندهٔ جوایزی همچون برگ بوی نقره‌ای شده‌است.